# إيرنيستو رودريغيز
إيرنيستو رودريغيز (15 يناير 1969 في الأرجنتين - ) (بالإسبانية: Ernesto Rodríguez)‏ هو لاعب كرة طائرة إسبانيا والأرجنتين. شارك في الألعاب الأولمبية الصيفية 2000 والألعاب الأولمبية الصيفية 1992.

## وصلات خارجية
- إيرنيستو رودريغيز على موقع ميوزك برينز (الإنجليزية)

- إيرنيستو رودريغيز على موقع عالم الكرة الطائرة (الإنجليزية)
- إيرنيستو رودريغيز على موقع أوليمبيديا (الإنجليزية)